# Maigret dirige l'enquête
Maigret dirige l'enquête je francouzský hraný film z roku 1956, který režíroval Stany Cordier podle románu Georgese Simenona Cécile est morte. Snímek měl světovou premiéru 25. ledna 1956.

## Děj
Cécile Pardonová přichází pravidelně informovat komisaře Maigreta o podivných nočních návštěvách, které se konají v bytě, kde žije se svou tetou. Jednoho rána je teta nalezena uškrcená. Cécile sama byla rovněž uškrcena přímo na komisařství.

## Obsazení
| Maurice Manson   | komisař Maigret |
| Svetlana Pitoeff |                 |
| Michel André     |                 |
| Peter Walker     |                 |
| Franck MacDonald |                 |
| Ben Omanoff      |                 |
| Joseph Welner    |                 |